# Mačka bljedica
Mačka bljedica (lat. Scyliorhinus canicula) je priobalna, pretežno bentoska morska riba hrskavičnjača iz porodice Scylorhinidae. 

## Opis
Tijelo mačke bljedice je izduženo i vretenasto. Raste maksimalno do 70 cm, iznimno do 100 cm u dužinu, ali u prosjeku oko 50 cm. Glava je tupasto zašiljena, a koža joj je hrapava. Leđa i peraje su sive, žućkasto sive, smećkaste ili čak crne boje s brojnim svjetlijim i tamnijim mrljama, a trbuh je bjelkast. Oblikom tijela podsjeća na morskog psa. Mužjaci u Jadranu su u prosjeku veći od ženki iste starosti za 1 do 3 cm.

## Rasprostranjenost
Bljedica obitava uz obale istočnog Atlantika od Norveške na sjeveru do Senegala na jugu, oko Britanskog otočja te u cijelom Sredozemnom moru osim Crnog mora.
Obitava diljem Jadrana osim u Jabučkoj i dubljem dijelu južno jadranske kotline. Najbrojnija je u srednjem Jadranu izvan Dugog otoka te između otoka Šolte i Visa.

## Način života i ishrana
Mačku bljedicu se najčešće može naći na dubini od 100 do 200 m, ali zalazi i u plitke vode do 5 m. Prehrana joj je raznolika. Odrasle mačke se hrane dekapodnim rakovima, manjom ribom i glavonošcima, a mlađi primjerci uglavnom većim planktonskim račićima.

## Razmnožavanje
Razmnožavanje mačke bljedice započinje u ranu jesen a može trajati sve kraja studenog kada ženke sele u pliće vode da izlegu jaja. Mužjaci mačke bljedice spolno sazrijevaju kad dosegnu između 27 i 33 cm, a ženke između 31 i 40 cm dužine. Parenje se odvija u parovima parovima a razmnožavanje mačke bljedice je oviparno tj. ženke legu jaja. Do embrionalnog razvitka jaja u majci dolazi unutarnjom oplodnjom koja se događa nakon parenja. Za vrijeme parenja mužjak pliva oko ženke te na kraju dolazi do prijenosa spermatozoida. Mužjaci imaju posebne hvataljke koje imaju sličnu funkciju kao ljudski penis iz kojih tijekom parenja izljevaju spermatozoide. U jajovodu ženke dolazi do oplodnje, a u oba jajovoda se obično nalazi po jedno oplođeno jaje na istom stupnju razvoja, koje ženke izlegu do lipnja, srpnja pa i kasnije.
- Oplođeno jajašce
- Odrasli embrij
- Odrasla mačka bljedica

## Vanjske poveznice
- Zaštita mora  Arhivirana inačica izvorne stranice od 14. lipnja 2010. (Wayback Machine)
- [neaktivna poveznica]

## Poveznice
|  | Zajednički poslužitelj ima još gradiva o temi Mačka bljedica |
|  | Wikivrste imaju podatke o taksonu Mačka bljedica             |